# Петро-Давидівська сільська рада
Петро-Давидівська сільська рада — колишній орган місцевого самоврядування у Диканському районі Полтавської області з центром у селі Петро-Давидівка.

## Населені пункти
Сільраді були підпорядковані населені пункти:
- c. Петро-Давидівка
- с. Єлизаветівка
- с. Жадани
- с. Нова Василівка
- с. Хоменки